# Kecskeméti TE
Kecskeméti TE, cunoscut sub numele de Kecskeméti Testedző Egyesület sau pur și simplu Kecskemét, este un club sportiv cu sediul în Kecskemét, Ungaria. Este celebru pentru echipa sa de fotbal care concurează în Nemzeti Bajnokság II, al doilea eșalon al fotbalului maghiar. Cea mai mare realizare a lui Kecskeméti TE până în prezent este câștigarea Cupei Ungariei în sezonul 2010–11 și intrarea în Europa League.